# The F.B.I. (serie de televisión)
The F.B.I. es una serie de televisión estadounidense, creada por Quinn Martin y Philip Saltzman para ABC y coproducida con Warner Bros. Television, con el patrocinio de Ford Motor Company, Alcoa y American Tobacco Company (marcas Tareyton y Pall Mall) en la primera temporada. Protagonizada por Efrem Zimbalist Jr, Philip Abbott y William Reynolds, la serie, compuesta por nueve temporadas y 241 episodios, narra la historia de un grupo de agentes del FBI que intentan defender al gobierno estadounidense de amenazas no identificadas. Durante toda su duración, se emitió los domingos por la noche.

## Argumento
Producida por Quinn Martin y basada parcialmente en conceptos de la película de 1959 de Warner Bros. The FBI Story, la serie se basaba en casos reales del FBI, con personajes principales ficticios que llevaban las historias. Efrem Zimbalist Jr. interpretaba al inspector Lewis Erskine, un viudo cuya esposa había muerto en una emboscada destinada a él. Philip Abbott interpretó a Arthur Ward, ayudante del director del FBI J. Edgar Hoover. Aunque Hoover actuó como asesor de la serie hasta su muerte en 1972, nunca apareció en ella.
Stephen Brooks interpretó al ayudante del inspector Erskine, el agente especial Jim Rhodes, durante las dos primeras temporadas. Lynn Loring interpretó a la hija del inspector Erskine e interés amoroso de Rhodes, Barbara, en los doce episodios de la primera temporada de la serie. Aunque la pareja no tardó en comprometerse en la serie, pronto se abandonó esa perspectiva romántica.
En 1967, Brooks fue sustituido por el veterano actor William Reynolds, que interpretó al agente especial Tom Colby hasta 1973. La serie disfrutaría de sus mayores índices de audiencia durante este tiempo, alcanzando el número 10 en la temporada 1970-1971. En la última temporada, Shelly Novack interpretó al agente especial Chris Daniels.
Algunos episodios terminaban con un segmento de "los más buscados" presentado por Zimbalist, en el que se mencionaban los criminales más buscados del FBI en ese momento, décadas antes de que la cadena Fox emitiera America's Most Wanted. El caso más famoso fue el episodio del 21 de abril de 1968, cuando Zimbalist pidió información sobre el fugitivo James Earl Ray, perseguido por el asesinato de Martin Luther King Jr.
La serie se emitió en ABC los domingos a las 20.00 horas desde 1965 hasta 1973, cuando se cambió a las 19.30 horas para la última temporada. La serie fue una coproducción de Quinn Martin Productions y Warner Bros. Television, ya que Warner Bros. poseía los derechos televisivos y teatrales de cualquier proyecto basado en The FBI Story. Fue la serie de televisión más longeva de Quinn Martin, con nueve temporadas.
En Argentina la transmitió Canal 13 desde 1965 con el nombre de El FBI en acción.
En diciembre de 2023, Warner Bros. Discovery, a través de Warner Bros. Television Studios (actual propietaria de los derechos de la serie) lanzó un canal de televisión en streaming gratuito con publicidad (FAST) dedicado a la serie y puso a disposición las nueve temporadas de la serie para su emisión en streaming online en Tubi.

## Antecedentes
Clyde Tolson, segundo al mando del F.B.I., examinaba minuciosamente cada detalle de cada episodio de la serie. Los actores que interpretaban a agentes del F.B.I. y otros participantes eran sometidos a comprobaciones de antecedentes para garantizar que ningún "criminal, subversivo o comunista" estuviera relacionado con la serie. El episodio de estreno de la primera temporada, "El monstruo", sobre un atractivo asesino en serie que estrangulaba a las mujeres con su propio pelo, conmocionó tanto a Tolson que recomendó la cancelación de la serie. J. Edgar Hoover intentó cancelar la serie al menos en otras siete ocasiones. Bajo la dirección de Tolson, la violencia se redujo drásticamente en las tres últimas temporadas.

## Protagonistas
- Efrem Zimbalist Jr. como Inspector Lewis Erskine
- Philip Abbott como Arthur Ward
- William Reynolds como Agente Especial Tom Colby
- Lynn Loring como Barbara Erskine (temporada 1)
- Stephen Brooks como el agente especial Jim Rhodes (temporadas 1 y 2)
- Shelly Novack como Agente Especial Chris Daniels (temporada 9)
- Dean Harens como el agente especial Bryan Durant
- Lew Brown como el agente especial Allen Bennett
- Anthony Eisley como el agente especial Chet Randolph
- Hank Brandt como Agente Especial William Converse (papel recurrente)

## Estrellas invitadas
- Robert Duvall T1E10 El asesino gigante , T2E5 El azote , T2E25 Los verdugos: Parte 1 , T4E9 The Harvest , T5E2 Nightmare Road
- Charles Bronson T1E29 El animal
- Burt Reynolds T1E11 Todas las calles están en silencio , T3E15 Acto de violencia
- Harrison Ford T4E18 La mujer del César , T5E11 El chivo expiatorio
- James Caan T4E17 Una vida en peligro
- Gene Hackman T2E17 El Correo
- Jeff Bridges T5E4 Boomerang
- Harvey Keitel T9E19 Deadly Ambition
- Telly Savalas T2E25 Los verdugos: Parte 1 ,T2E26 The Executioners: Part 2

## Series similares
Una versión actualizada y renovada de la serie, Today's FBI, producida ejecutivamente por David Gerber para Columbia Pictures Television, se emitió en ABC desde octubre de 1981 hasta abril de 1982 en la misma franja horaria de los domingos a las 20.00 horas que su predecesora.
En septiembre de 2018, una serie similar, titulada FBI, debutó en CBS; esta serie fue cocreada por Dick Wolf y Craig Turk para Universal Television. Sin embargo, a diferencia de The F.B.I. y Today's FBI, los casos presentados son en gran parte ficticios. Le seguirían dos spinoffs: FBI: Los más buscados y FBI: International.

## Cultura popular
El episodio de Lupin Tercero Parte II Diamantes que brillan en el ojo del robot parodia al FBI.
En 1971, la revista MAD Magazine publicó una sátira titulada The F.I.B.
La serie apareció en la novena película de Quentin Tarantino Once Upon a Time in Hollywood, en la que Rick Dalton, el protagonista de la película, interpretaba al villano en una versión alterada de "All the Streets Are Silent" (fecha de emisión: 28 de noviembre de 1965), el undécimo episodio de la primera temporada de The F.B.I. Rick Dalton sustituyó al personaje interpretado por Burt Reynolds en el episodio original.